# Họ Cá lăng
Họ Cá lăng (danh pháp khoa học: Bagridae) là một họ cá da trơn có nguồn gốc từ châu Phi và châu Á (từ Nhật Bản tới Borneo). Các loài cá trong họ này có các tên gọi chung như cá lăng hay cá bò.
Các loài cá lớn trong họ này là các loài cá thực phẩm quan trọng. Một vài loài được nuôi trong các bể cảnh.

## Đặc trưng
Vây lưng của chúng có một gai (ngạnh) ở trước (ngoại trừ chi Olyra). Có vây mỡ và nó có thể có phần cuống gốc tương đối dài ở một số loài. Ngạnh của vây ức có thể có khía răng cưa. Thân không có vảy, hơi nhớt. Chiều dài tối đa khoảng 1,5 m. Cá trong họ Bagridae có 4 cặp râu khá phát triển; các cặp râu này được che phủ bằng một lớp biểu mô nhiều nụ vị giác .

## Phân loại
Phân loại của họ này thay đổi khá nhanh. Nelson (2006) bình luận rằng "họ này là rất khác so với những cái đã ghi nhận trong Nelson (1994)". Các họ như Claroteidae và Austroglanididae chứa các loài trước đây cũng được coi là thuộc về họ Bagridae. Họ Auchenoglanididae được một số tài liệu cho là phân họ của họ Claroteidae, là nhóm có quan hệ chị em với họ Heptapteridae. Phân loại của chi Olyra vẫn còn gây tranh cãi.
Người ta vẫn chưa chắc chắn rằng họ này có phải là đơn ngành hay không và quan hệ của nó với các họ cá da trơn khác là như thế nào.

### Các chi
Họ này chứa khoảng 20 chi với 227 loài đã biết.
- Bagrichthys
- Bagroides
- Bagrus
- Batasio
- Chandramara
- Coreobagrus
- Hemibagrus
- Hemileiocassis
- Horabagrus
- Hyalobagrus
- Leiocassis
- Mystus
- Nanobagrus
- Pelteobagrus
- Pseudobagrus
- Pseudomystus
- Rama
- Rita
- Sperata
- Tachysurus

### Chuyển đi
- Gnathobagrus: 1 loài (Gnathobagrus depressus), chuyển sang họ Claroteidae
- Olyra: Có thể tách thành họ riêng là Olyridae với 6 loài.

## Hình ảnh

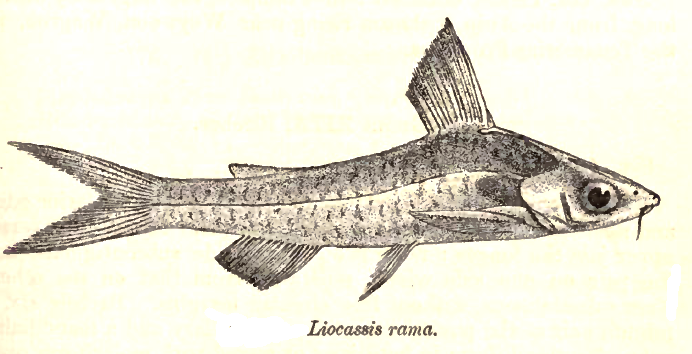
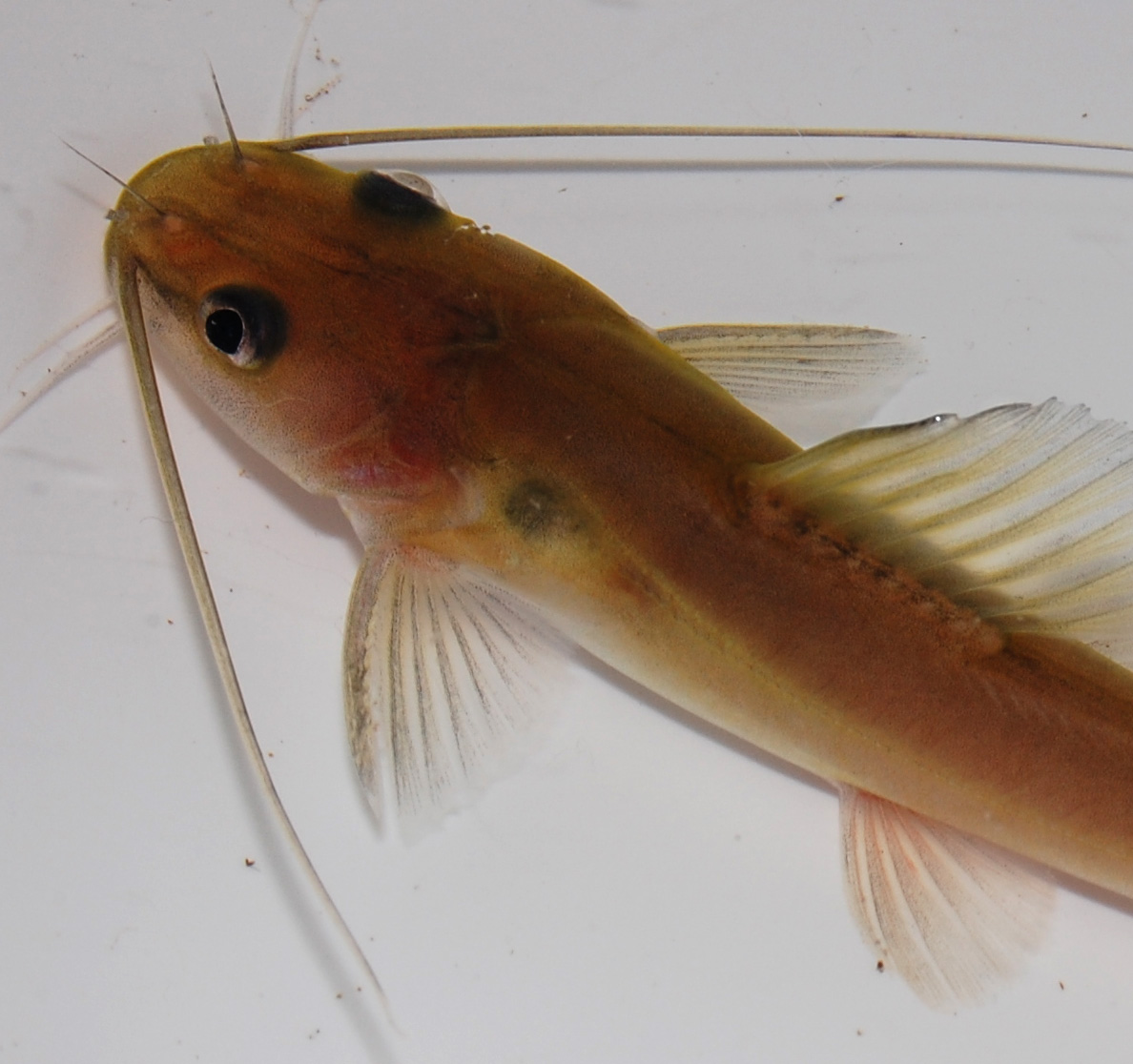
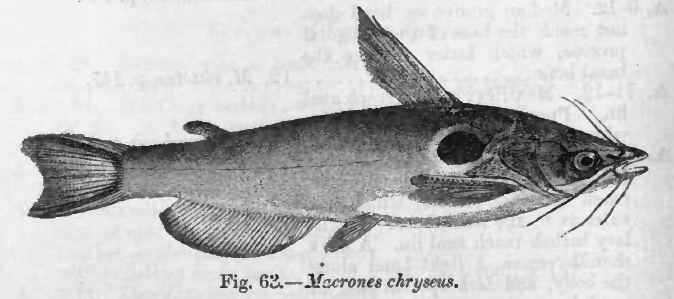

#### Tuyệt chủng
- Eomacrones †
- Gobibagrus †
- Nigerium †
- Nkondobagrus †